# Creazione (Lotto)
La Creazione o Magnum Chaos è una tarsia (41,8x43,6 cm) databile 1523, realizzata da Giovan Francesco Capoferri su disegno di Lorenzo Lotto per il coro della basilica di Santa Maria Maggiore, ed è posta sul primo stallo, ala destra del coro dei religiosi.

## Storia
La congregazione della Misericordia Maggiore, agli inizi del XVI secolo, decise di completare il presbiterio con la realizzazione di un coro. Il 12 marzo 1524 i presidi della fondazione affidarono a Lorenzo Lotto la realizzazione dei disegni degli stalli e la composizione all'intarsiatore Giovan Francesco Capoferri coadiuvato dal falegname Giovanni Belli di Ponteranica. 
Gli stalli erano correlati da coperti, (coperture) a protezione dell'usura, che con i disegni del Lotto divennero un elaborato e profondo messaggio da comprendere.
I disegni, come da contratto, venivano restituiti all'artista, ma nell'elenco dei trenta disegni riconsegnati, quello della Creazione non è presente, risulterebbe essere quello di cui il Lotto lamentò la mancanza, infatti nel 1550 quando i disegni vennero messi all'asta ad Ancona, come da volontà dell'artista stesso, questo disegno non era presente. Il disegno fu pagato il 28 maggio 1523 e risulta che fosse catalogato come perfilatum, indicandone la profilatura compiuta dal veneziano sulla tarsia. Si considera che il disegno fosse rovinato, furono molte infatti le raccomandazioni che l'artista inoltrava alla Congregazione sull'attenzione ai disegni che voleva restituiti.
La tarsia venne restaurata una prima volta nel 1760 dove andarono perse alcuni colori di pittura che vennero ripristinati nel restauro successivo ad opera dei Caniana, ulteriore restauro nella seconda metà del XIX secolo.

## Descrizione

### La tarsia
La tarsia raffigura la creazione sintetizzata in una rappresentazione più simbolica che narrativa. Dio creatore è raffigurato nell'atto di indicare Adamo con la mano sinistra, accarezzarsi la lunga barba con la destra, soddisfatto della sua ultima opera, indirizzando lo sguardo a tutto il mondo che gli è attorno. Tutti gli animali posti nella parte bassa della tarsia, volgono a lui lo sguardo, anche Adamo seduto volge orante lo sguardo al suo creatore.

Gli animali inseriti nelle pittura rappresentanti la creazione di ogni creatura della terra, riprendono antiche iconografie, rappresentante anche nelle pitture di Albrecht Dürer. Nella tarsia, il Lotto raffigura gli animali posti in contrapposizione: il serpente al drago alato, l'orso al coniglio, il leone alla cerva, e la volpe al cervo, contrapposti anche nei colori più chiari e più scuri.
Il drago e il serpente rappresentano il bene in contrapposizione al male e saranno ripresi nella tarsia Adorazione del serpente di bronzo, simbolo dell'immolazione di Cristo sulla croce. La cerva posta vicina al leone, mettendo i due profili sovrapposti, e anche in riferimento alla parabola delle vergini vigilanti di Matteo, il destino dell'uomo della continua lotta del male contro il bene. La volpe e il cervo avevano trovato già una raffigurazione del dipinto del Masaccio Meditazione della passione. L'orso il cervo assumono un funzione altamente spirituale, allineandosi anche alla tarsia Davide e Golia. Il cervo rappresenta il Creatore, la cerva è il simbolo di Adamo e della sua umanità e l'orso è il male che allontana il creato dal creatore. I due conigli bianchi, già identificati nella tarsia dell'Annunziazione, raffigurano la vita nella sua prolificità, mentre l'orso rappresenta come nell'alchimia, la morte, nel suo stato di letargo: uniti sono la morte spirituale con la rinascita.. La contrapposizione del male con il bene sono filo conduttore di tutte le tarsie.
L'universo gira intorno al Creatore, espandendosi con la forma di un corno sferico, dove sono rappresentate le simbologie della terra, acqua,  fuoco, aria e le stelle del firmamento con i pianeti, terminante con teste di angelo che si uniscono ai raggi del sole. Della tarsie vi è una copia conservata nei locali del Luogo Pio Colleoni.

### Il coperto

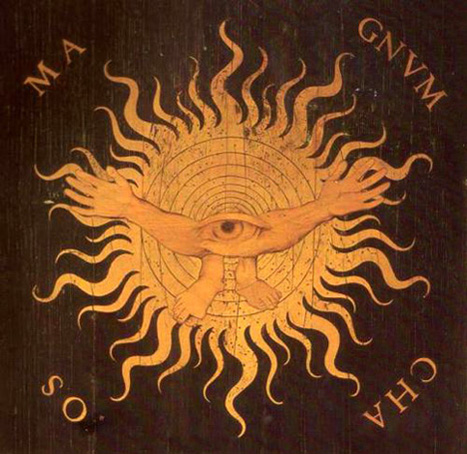
Il coperto

Il coperto della Creazione, Chaos magnum, è forse il più conosciuto del coro. Faceva parte dei primi disegni presentati dal pittore veneziano il 16 giugno 1524, e proprio grazie a questi vennero a lui definitivamente commissionati tutti i coperti. Il coperto è uno dei tre eseguiti con legno nero di rovere, mentre gli altri sono in noce.

Il coperto ha la raffigurazione esatta del testo di San Girolamo
La scritta Magnum Chaos è ripresa dalla parabola della parabola del ricco Epulone, indicando quando siano lontani la luce divina dalla dannazione eterna degli inferi, raffigurando il caos originale. Attraverso la raffigurazione anagogica si interroga sul destino umano. Tutto gira intorno all'occhio di Dio dominante creatore dell'universo, colui che è onnisciente e che tutto vede, con le forme plastiche antropomorfe che confondono l'osservatore portandolo alla riflessione profonda dell'opportunità di salvezza data all'umanità. L'impresa, come veniva chiamata dal Lotto, rappresenta il sole e i dieci cerchi come indicati nell'antica cosmologia. Dieci era anche il numero che rappresentava le divinità, mentre il quaranta (tanti sono i raggi solari del coperto) rappresenta la totalità del divino moltiplicato per i quattro elementi. Quaranta furono anche i giorni di Mosè nel deserto, e di Gesù tentato dal diavolo. Nell'alchimia il quaranta prende altri significati.
Il coperto è posto a rovescio, con le braccia protese verso in basso ad accogliere la terra e i piedi in cammino verso il cielo. Lotto aveva eseguito il disegno con l'immagine che doveva accogliere, che venisse incontro l'uomo. Anche la scritta che è posta con MAGNUM in basso e CHAOS nella parte superiore potrebbe indicare la regola latina che voleva il sostantivo successivo all'aggettivo.